# Список разрушенных православных церквей Косова
После войны НАТО против Югославии и перехода Косова и Метохии под контроль войск НАТО по всему краю местными албанцами началось уничтожение сербских религиозных и культурных объектов. Согласно письму патриарха Сербской православной церкви Павла от 2002 года к специальному представителю Генерального секретаря ООН в Косове Михаэлю Штайнеру и главнокомандующему Международными миротворческими силами в Косове (КФОР) генералу Марселю Валентину, уже после ввода в Косово миротворцев местными албанцами было разрушено более 120 православных храмов, ряд из которых имеет средневековое происхождение и является частью всемирного культурного наследия.
В 2004 году монастырь Высокие Дечаны был зачислен в перечень объектов всемирного наследия ЮНЕСКО. Фрески монастыря были охарактеризованы как «одни из наиболее ценных экспонатов палеологовского ренессанса в византийском изобразительном искусстве» и «ценное отображение жизни XIV века». Спустя два года в 2006 году объект наследия был расширен, и в список были включены ещё два православных монастыря и одна церковь. Тогда же они были зачислены в список всемирного наследия, находящегося под угрозой, по причине возможных атак албанцев. Все объекты находятся под защитой KFOR. При этом посещение паломниками ряда монастырей и церквей возможно только в сопровождении солдат KFOR.
| Номер | Фото до разрушения | Фото после разрушения | Название                                          | Описание | Разрушения |
| ----- | ------------------ | --------------------- | ------------------------------------------------- | --- | --- |
| 1.    |                    |                       | Монастырь Святой Троицы                           | Монастырь Святой Троицы XIV века на холме Русиница в 2 км к югу от Мушутиште. Первое упоминание относится к 1465 году, в древнем монастыре было большое количество рукописей XIV—XVII веков в том числе рукописный Апостол XIV века. В монастыре находилось большое количество старинных икон. | В июне 1999 года после прихода в район расположения монастыря германского подразделения сил КФОР монастырь был разграблен албанцами. Вскоре в результате пожара охватившего все корпуса монастыря погибли все древние рукописи, а также иконы находившиеся в монастыре. 10 июля 1999 года с помощью взрывчатки был полностью разрушен главный храм монастыря. |
| 2.    |                    |                       | Храм Пресвятой Богородицы                         | Храм Богородицы Одигитрии в селе Мушутиште 1315 года постройки. Храм был построен Драгославом влиятельным чиновником того времени. Храм Богородицы Одигитрии имел огромное культурное значение, древнейшая ктиторская надпись находившаяся над входом в храм входила в число древнейших памятников сербской эпиграфики. Фрески храма написанные в 1316—1320 годах славились своей пластичностью и типологией и являлись одними из лучших в сербском иконописном искусстве. В алтарной части храма находилось уникальная фреска с изображением святого Климента Охридского. | После прихода в район расположения храма германского подразделения сил КФОР в мае 1999 года и бегства сербского населения храм был осквернён и разграблен местными албанцами. Также были ограблены и сожжены приходской дом и дом священника, в июле 1999 года храм был полностью разрушен в результате взрыва. |
| 3.    |                    |                       | Монастырь святого Марка Коришского                | Монастырь святого Марка Коришского был построен на скале находившейся над рекой Кориша в 3 км от деревни Кориша. Главный храм монастыря был построен в 1467 году и представлял собой однонефное сооружение с прямоугольным основанием. В храме были частично сохранившиеся древние фрески. В 1861 году, одним из благотворителей монастыря Симой Андреевичем Игумановым была построена отдельно стоящая звонница монастыря. В 1941 году албанцы сорвали с храма колокола, могила Игуманова находящаяся в монастыре неоднократно осквернялась в XX веке. | После прихода в район расположения монастыря германского подразделения сил КФОР монастырь был разграблен, осквернён и подожжён местными албанцами. Вскоре монастырь был полностью уничтожен в результате подрыва подложенной албанцами взрывчатки. |
| 4.    |                    |                       | Монастырь святого Архангела Гавриила              | Монастырь святого Архангела Гавриила был построен в XIV веке, находится в 5 км от города Витвин у истока реки Сушица. Монастырь был известен под названиями «Бинач» и «Бузовик». В древнем монастырском храме находилось два слоя фресок, на более позднем слое XVI века были изображены лики архиереев. В 1867 году в монастыре албанцами был убит священник после чего монастырь был оставлен монахами. В начале XX века монастырь был восстановлен. В монастыре хранилась старинная утварь. | Во второй половине июня 1999 года, после окончания войны НАТО против Югославии и введения сил КФОР в Косово албанцы ворвались в монастырь, осквернили его и разграбили. Было сожжено убранство храма монастыря, также были сожжены и разрушены братские корпуса. После отвода американского отряда КФОР был полностью уничтожен храм монастыря в результате подрыва. |
| 5.    |                    |                       | Монастырь Девич                                   | Монастырь Девич был основан в XV веке, находится близ деревни Дреница. Главный храм монастыря Введения Богородицы был построен деспотом Джурджом Бранковичем в 1434 году. Монастырь был назван в честь выздоровления дочери деспота и получил название «девич», буквально «девица». В монастыре сохранились фрески XV века. Кроме изображения св. Иоанникия Девичского в одежде великосхимника с надписью на фреске «первый ктитор места сего», сохранился лик св. Акакия, сюжеты «Свадьба в Кане Галилейской» и «Исцеление расслабленного». Помимо этого слоя, существует второй слой фресок XVI века и третий XIX. У монастыря были свои земельные имения, виноградники, дома и магазины, мельницы, гостиницы, пекарня, молокозавод — всего 60 га земли и 250 га лесов. | После прихода в район расположения монастыря французского контингента войск КФОР в монастырь ворвались боевики УЧК и с 12 по 14 июня оскверняли, грабили и разрушали монастырь. В монастыре находились монахини с духовником отцом Серафимом которые все эти три дня подвергались физическим и моральным истязанием, многие получили серьёзные телесные повреждения. |
| 6.    |                    |                       | Монастырь святого Уроша                           | Монастырь святого Уроша с церковью Успения Пресвятой богородицы построила святая царица Елена во второй половине XIV века. Монастырь находится в черте села Шареник, к западу от города Горне Неродимле. Патриарх Паисий обнаружил в монастыре мощи св. царя Уроша. 1649 годом датируется рукопись жития св. царя, созданная патриархом Паисием. | В конце июня 1999 года монастырь и церковь полностью разрушены албанскими боевиками. |
| 7.    |                    |                       | Монастырь и храм святых Архангелов                | Монастырь и храм святых Архангелов построен в XIV веке в селе Верхнее Неродимле реконструирован в 1700 году. Древнейший слой фресок относится к XIV—XV векам. | После прихода американского контингента КФОР албанцы разграбили, подожгли и взорвали монастырь. Также ими была срублена исполинская чёрная сосна, которую по легенде в 1336 году посадил царь Душан. Монастырское кладбище было осквернено, могильные памятники сброшены и разбиты. |
| 8.    |                    |                       | Храм святого Николы Летнего                       | Храм Николы Летнего в селе Нижнее Неродимле был построен в 1983 году на фундаменте утраченного древнего храма. | Храм был разграблен, сожжён и частично разрушен в 1999 году после прихода американского контингента сил КФОР. |
| 9.    |                    |                       | Храм святого Стефана                              | Храм святого Стефана в селе Нижнее Неродимле был построен в 1996 году на фундаменте утраченного древнего храма. | Храм был разграблен, сожжён и полностью разрушен в 1999 году после прихода американского контингента сил КФОР. |
| 10.   |                    |                       | Храм Введения Богородицы                          | Монастырский храм Введения Богородицы в селе Долац был построен в XIV веке. Однонефное здание, прямоугольное в основании, с полуцилиндричным сводом и полукруглой абсидой. В храме сохранялись до разрушения два слоя росписи наиболее древний из которых относили к 1620 году. | В начале июля 1999 года после прихода итальянского контингента КФОР, албанцы разгромили храм — святой престол разбили на куски, внутреннюю часть сожгли. Тогда же были разрушены и осквернены деревенские храмы в окрестностях городов Клина и Джураковац. В начале августа 1999 года храм был взорван до основания. |
| 11.   |                    |                       | Храм святителя Николая                            | Храм святителя Николая в селе Словинье у подножия горы Жеговац, в 8 км восточнее от города Липлян, построена в XVI веке, в XIX веке была разрушена. Восстановлена в 1996 году. | В июне 1999 храм был осквернён и разграблен, после прихода английского контингента войск КФОР 13 июля полностью разрушен взрывом. |
| 12.   |                    |                       | Храм святых апостолов Петра и Павла               | Храм святых апостолов Петра и Павла в городе Сува Река был построен в 1938 году, в южной части города. Рядом с храмом находилась звонница. | В июне 1999 года в городе взяла власть в свои руки УЧК после чего храм был частично разрушен и разграблен. 19 июля в час ночи несмотря на расположенный в 50 метрах германский пункт сил КФОР храм был разрушен до основания в результате взрыва. |
| 13.   |                    |                       | Храм святой Троицы                                | Храм святой Троицы в деревне Петрич рядом с городом Печь был построен в 1992 году на пожертвования семьи Карич. | В начале июля 1999 года храм был разграблен и осквернён после чего был подорван в результате чего храму был причинён значительный ущерб. В августе 1999 в результате повторного взрыва храм был окончательно разрушен. |
| 14.   |                    |                       | Храм Введения Богородицы                          | Храм Введения Пресвятой Богородицы в селе Бело Поле, неподалёку от города Печ, XVI век. На месте древнего храма в 1866 году была построена новая церковь по желанию русской царицы Марии Александровны . В церкви хранились собрания старинных икон, книг и утвари. В храме находилась итало-критская икона Богородицы со Христом XV—XVI веков. | В июне 1999 албанцы осквернили и разрушили храм, сербское население было вынуждено покинуть село Бело Поле, последние трое жителей сербов были убиты боевиками УЧК. |
| 15.   |                    |                       | Собор святого Уроша                               | Соборный храм святого Уроша в городе Урошевац построен в 1929—1933 годах по проекту архитектора Иосифа Михайловича из Скопье. В собрании икон есть образцы сербской средневековой живописи. Здесь же находилась и икона святой Троицы, написанная в 1896 году Иосифом Радоевичем из города Лазарполе. В церкви хранился дискос 1909, лампада и колокол 1912 года, дары благочестивых христианок города Крагуевца. Иконостас был подарен королём Александром. | В 1999 году храм был подожжён албанцами. |
| 16.   |                    |                       | Храм святого Илии                                 | Храм святого Илии в Вучитрне построен в 1834 году в восточной части города на месте где при раскопках нашли церковную утварь. Настенная роспись выполнена в 1871 году Блажей Дамняновичем, зоографом из местечка Дебар. Резной деревянный иконостас выполнен в XIX веке. | В 1999 церковь была осквернена, а дом священника разрушен и сожжён. |
| 17.   |                    |                       | Храм святого Иоанна Предтечи                      | Храм святого Иоанна Предтечи, расположенный в селе Самодрежа, неподалёку от города Вучитрн, воспет в эпосе как «белая церковь Самодрежа», в которой патриарх Спиридон накануне Косовской битвы 1389 года причастил сербских витязей и князя Лазаря. В 1932 году на фундаменте древней церкви была возведена новая Самодрежа из белого мрамора по проекту профессоров Белградского университета А.Дероко и П.Поповича. В 1981 году албанцы осквернили храм и повредили фрески. | В конце июня 1999 года албанцы разграбили и подожгли храм, была разрушена колокольня. Также были осквернены сербские могилы возле храма. |
| 18.   |                    |                       | Храм святой Параскевы Пятницы                     | Храм святой Параскевы Пятницы в Дрснике у города Печ одно время был посвящён святителю Николаю Чудотворцу. Однонефное здание с полукруглой абсидой, прямоугольное в основании, завершается полуцилиндрическим сводом. Кровля покрыта каменными плитками. Стены сложены из неровных рядов камня с использованием штукатурки. Древняя роспись повреждена. Храм был перестроен в 70-х годах XVI века. Из этого периода сохранились прекрасные фрески с богатой цветовой гаммой. Благодаря хорошей технике выполнения фрески хорошо сохранились. На восточной и западной части крыши установлены два мраморных креста . | В 1999 храм был разграблен, подожжён и серьёзно повреждён взрывом устроенном албанцами. |
| 19.   |                    |                       | Храм Пресвятой Богородицы                         | Храм Пресвятой Богородицы в деревне Накло построен в 1985 году на месте более древней церкви. | После прихода итальянского контингента сил КФОР храм был разгромлен и подожжён. Сербское кладбище осквернено, могилы разрыты. |
| 20.   |                    |                       | Храм святой Троицы                                | Храм святой Троицы в селе Велика Река, построена в 1997 году. | После прихода французского контингента КФОР храм был разгромлен, осквернён и подожжён. 19 августа 2000 года храм полностью разрушен в результате взрыва. |
| 21.   |                    |                       | Храм святых Апостолов                             | Храм святых Апостолов в деревне Петровце построен на месте более древней церкви в XX веке. | После прихода американского контингента КФОР храм был разгромлен и подожжён албанцами |
| 22.   |                    |                       | Храм Пресвятой Богородицы                         | Храм Пресвятой Богородицы в деревне Подгорце была освещена в 1996 году. | После прихода американского контингента в 1999 году албанцы разгромили и подожгли храм. |
| 23.   |                    |                       | Храм Зачатия святого Иоанна Предтечи              | Строительство храма Зачатия святого Иоанна Предтечи в местечке Печка-Баня, дар семьи Раевич, закончено в 1998 году. Авторы проекта — Любиша Фолич и Радомир Фолич. Храм расписал Драгомир Яшович, иконы написаны Драгославом Павлом Аксентиевичем, мозаику выложил Здравко Ваягич, полиелей и кресты выполнил Бане Ракалич, колокола отлиты на литейном заводе «Попович» в 1832 году. | После прихода итальянского контингента храм был разгромлен и подожжён. |
| 24.   |                    |                       | Храм Всех Сербских Святых                         | Храм Всех Сербских Святых в местечке Джураковац построен в 1997 году. | После прихода итальянского контингента храм был разрушен албанцами. Приходской дом разрушен и сожжён. |
| 25.   |                    |                       | Собор святой Троицы                               | Строительство Собора святой Троицы в городе Дьяковице было начато в 1994 году, завершено в 1998 году. Храм возведён на фундаменте прежней пятикупольной мемориальной церкви. Старая церковь была задумана как мавзолей для погребения останков убитых, погибших от голода и холода сербских воинов в войнах 1912—1918 годов. Строительство первой церкви было закончено в 1940 году, но уже в 1949 году в день святителя Саввы Сербского безбожники её разрушили. Пятьдесят лет спустя, на том же самом месте, новый храм переживёт похожую судьбу. Храм в городе Дьяковице был одним из самых красивых церковных построек. Авторы проекта — Любиша Фолич и Радомир Фолич. Самым значительным благотворителем стал Момчило Станоевич                                      | Сразу после ввода итальянского контингента КФОР местные албанцы начали осквернение храма расположенного в самом центре города. Ценная греческая мозаика Святой Троицы над центральным порталом была разбита на мелкие кусочки. Интерьер храма сожжён и осквернён. Стены были исписаны надписями и вульгарными рисунками. В конце концов храм был взорван 24-25 июля 1999 года несмотря на постоянные обращения представителей Сербской Церкви к КФОР с просьбой обеспечить безопасность этой святыне. |
| 26.   |                    |                       | Церковь святителя Николая                         | Церковь святителя Николая -«Николяча» — расположена на луговом холме в старинной сербской деревне Осояне у реки Куявче, в 8 км юго-восточнее города Истока. Место Осояне упоминается королём Милутином в грамоте монастырю Баньска в 1314 году. В кастихе монастырю Девич 1761—1779 годов записаны имена сербов благотворителей из этой деревни. | После прихода итальянского контингента в середине июня 1999 года храм был осквернён и разрушен. |
| 27.   |                    |                       | Храм святого Илии                                 | Храм святого Илии с колокольней в селе Бистражин, на холме у Шваньского моста, в 8 км восточнее от города Джаковица, построена частично из тёсанного камня. Храм строился в период между двумя войнами, в 1930 году на фундаменте старой церкви. Албанские фашисты в апреле 1941 года подожгли и разрушили храм. Церковь была восстановлена в 1991 году усердием Момчила Станоевича. | После прихода итальянского контингента КФОР албанцы забросали храм гранатами что привело к сильным повреждениям. |
| 28.   |                    |                       | Храм святого Димитрия                             | Храм святого Димитрия в сербской деревне Сига, у подножия горы Русолия на Метохийской возвышенности в 7 км севернее города Печ, был восстановлен в 1937 на фундаменте старой церкви XIV века которая считалась древнее монастыря Дечани. В старой церкви был найден экземпляр напольного подсвечника из кованого железа. При возведении нового храма был пристроен притвор. Албанцы разрушили храм в 1941, в конце XX века храм вновь был восстановлен. | В 1999 году храм вновь был полностью уничтожен албанцами. |
| 29.   |                    |                       | Церковь святого Илии                              | Церковь святого Илии в деревне Жегра, в 10 км южнее от города Гнилане, у подножия северной части горного массива Скопская Черногория. Храм был построен в 1930 году на древнем фундаменте. | После прихода американского контингента КФОР окрестные албанцы разрушили и сожгли храм с июне 1999 года. Два здания, принадлежащих церкви, сожжены, а на кладбище разбиты кресты и памятники. Сербское население из деревни было изгнано. |
| 30.   |                    |                       | Храм святых Косьмы и Домиана                      | Храм святых Косьмы и Домиана в деревне Новаке, восстановлен в 1991 году. | После прихода германского контингента КФОР албанские экстремисты разгромили и подожгли храм. Было несколько попыток взорвать церковь. Могилы около храма разрушены. |
| 31.   |                    |                       | Храм Введения Пресвятой Богородицы                | Храм Введения Пресвятой Богородицы в Велико Крушево находится неподалёку от города Печ в сербской деревне Хвосно, в 7 км на северо-восток от города Клина. Жители села в 1980—1981 годах выстроили новый храм на фундаменте древней церкви XIV века. Первоначальных храм воздвигла сестра Стефана Дечанского, её внучкой была монахиня Евфимия. В полу храма сохранилась мраморная надгробная плита с надписью «Рабе Марене» второй половины XIV века. | После прихода итальянского контингента КФОР албанские экстремисты взломали и осквернили древний, отреставрированные храм в Крушево, а затем подожгли его. |
| 32.   |                    |                       | Монастырь Зочиште и храм святых Косьмы и Домиана  | Монастырь Зочиште XIV века находится в 5 км на юго-восток от города Ораховац. Монастырь существует со времени независимого государства Неманичей. В храме находились ценные фрески: изображения пророков, относящиеся к памятникам монументальной живописи XII—XIV веков. В монастыре хранилось большое собрание икон, книг (в том числе Минея из Зочиште XV века) и церковной утвари. | После прихода немецкого контингента КФОР албанцы ограбили и разрушили монастырь. Храм был полностью взорван в сентябре 1999 года. |
| 33.   |                    |                       | Храм святого Иоанна                               | Приходской храм святого Иоанна в селе Грмово, в 4 км западнее города Витина. | После прихода американского контингента КФОР храм был сожжён албанцами, а затем полностью разрушен в результате взрыва 25 июля 1999 года. |
| 34.   |                    |                       | Храм святителя Николая                            | Храм святителя Николая в селе Киева в 15 км от города Клины. Храм XIV века представляет собой однонефное здание со сводом-полусферой и полукруглой абсидой. Пристроенный притвор расписан в 1602 году. В храме хранились три кадила XVII века, девять икон второй половины XVI века, богатое собрание рукописных книг. Среди икон была и икона святого апостола Фомы с очень редким типом его изображения в полный рост со сценами из его жития. Колокольня была пристроена к церкви в XIX веке. | Албанцы взорвали церковь в июле 1999 года после прихода итальянского контингента КФОР. Церковь разрушена до основания. На кладбище разбиты кресты и памятники. |
| 35.   |                    |                       | Храм святого евангелиста Марка                    | Храм святого евангелиста Марка построен в городе Клина на фундаменте старой церкви Введения Пресвятой Богородицы XVI века. От старой церкви сохранилась плита святого престола. Место упоминается в грамотах Стефана Неманича Первовенчанного 1200—1202 годов. | Албанцы взорвали храм в июне 1999. |
| 36.   |                    |                       | Храм святителя Николая                            | Храм святителя Николая в деревне Любижда неподалёку от города Призрен построен в XVI веке, восстановлен в 1867 году. Сюда были перенесены иконы из разрушенных окрестных церквей. Среди этих икон находятся иконы Благовещения, Встречи Иоакима и Анны XVI века, а также Царские врата выполненные XVI веке. В церкви хранятся клепала использовавшиеся вместо колоколов, хоругвь с иконой Пресвятой Богородицы с кружевным льняным полотнищем длиной около 7-8 метров, деревянный потир, книги, напрестольные иконы, икона-триптихон, восьмисторонний клирос с инкрустациями из перламутра и резьбы по кости, крестильня из меди, крест с филигранью и надписью XIX века.                                                                                                | После прихода немецкого контингента КФОР храм был разграблен, подожжён и затем частично разрушен. Приходской дом был ограблен и сожжён. |
| 37.   |                    |                       | Храм святого пророка Илии                         | Церковь святого пророка Илии в селе Любиджа в призренском подгорье, 4 км северо-восточнее от города Призрен, восстановлена в 1979 году на фундаменте XVI века. | Албанцами церковь была ограблена, изуродована, сожжена и взорвана после прихода немецкого контингента КФОР. Христианское кладбище около неё осквернено. |
| 38.   |                    |                       | Храм святой Параскевы Пятницы                     | Храм святой Параскевы Пятницы в деревне Добрчаны находится в 10 км восточнее от города Гнилане, на пути к косовской Каменице. Построен после Первой мировой войны на фундаменте старой церкви. | В конце июня 1999 года албанцы сожгли церковь в результате чего была разрушена крыша. |
| 39.   |                    |                       | Храм Христа Спасителя                             | Соборный храм святого Спаса (новый) в городе Приштина — однокупольное здание с основанием в форме вписанного креста. Такой тип храмовой постройки появился в самом начале Средневековья, в частности, в Византии. Автор проекта Спасое Крунич. На фундаменте древнего храма св. Спаса времени св. царя Лазаря в Приштине стоит Пиринез-мечеть. В Приштине было 12 церквей и монастырей. В XIV в. у короля Милутина, Стефана Дечанского, деспота Стефана Лазаревича и Вука Бранковича были дворцы в Приштине. | В зоне ответственности английского контингента КФОР в Приштине албанцы сначала попытались поджечь храм в июне 1999 года, а 1 августа 1999 года, в час ночи, сработали два взрывных устройства из четырёх подложенных албанцами. Здание храма серьёзно повреждено. |
| 40.   |                    |                       | Храм святого Илии пророка                         | Церковь святого Илии пророка в селе Смач в призренском поле, 10 км севернее от города Призрен, построена в 1994 году на средства Живко Джорджевича. Автор проекта Милослав Лукич. | После прихода немецкого контингента КФОР албанские экстремисты подожгли, разрушили и взорвали интерьер храма в июле 1999 года. |
| 41.   |                    |                       | Храм святого Василия Великого                     | Храм святителя Василия Великого в селе Горня Србица, возле Призрена, была построена в 1863 году, на южном холме между восемью вековыми дубами на развалинах старой церкви. Церковь однонефная. В церкви находилось собрание икон и книг XVII—XIX веков. | Албанцы сожгли, а затем до основания разрушили храм в 1999 году. |
| 42.   |                    |                       | Храм святой Параскевы Пятницы                     | Однокупольный храм святой Параскевы Пятницы в деревне Заскок в южной части Косовской котловины, 3 км юго-западнее от города Урошевац построен из белого кирпича и камня. В деревне в 1936 году и в 1970—1973 годах обнаружены остатки средневековой церкви и некрополи X-XIV веков, а также каменная икона XIV века и многое другое. | В начале июля 1999 года храм был заминирован и разрушен несмотря на присутствие американского контингента войск КФОР. |
| 43.   |                    |                       | Храм святителя Николая                            | Храм свт. Николая в деревне Гатне, в южной части Косова поля, в 6 км южнее от Урошеваца, к востоку от Горня Махалы, построен на старом фундаменте в 1984 году. | Албанцы ограбили и разрушили храм летом 1999 года. |
| 44.   |                    |                       | Храм Пресвятой Богородицы                         | Храм Пресвятой Богородицы находился в долине под селом Горне Неродимле на невысоком холме Главица. Построен в 1925 году на остатках старой церкви с тем же названием. В 1982 году албанцы ворвались в храм и осквернили реликвии. | В конце июня 1999 года храм был полностью разрушен албанцами. |
| 45.   |                    |                       | Храм святого пророка Илии                         | Храм святого пророка Илии в деревне Некодим, в 2 км юго-восточнее от города Урошевац, построен на старом фундаменте, при реконструкции 1975 года расширен. | В 1999 году храм был разрушен и подожжён албанцами. |
| 46.   |                    |                       | Храм святых апостолов Петра и Павла               | Церковь святых апостолов Петра и Павла в селе Талиновац, в 2 км на север города Урошевац. | Храм был разрушен и подожжён, кладбище при храме осквернено. |
| 47.   |                    |                       | Храм святой Троицы                                | Храм св. Троицы в деревне Бабляк находится в 8 км севернее от города Урошевац. Местные жители старую церковь реконструировали, а в 1996 году пристроили красивую колокольню. | Уже после прихода американского контингента КФОР албанцы ворвались и осквернили храм, интерьеры храма были разгромлены и подожжены. Могилы рядом с храмом порушены. |
| 48.   |                    |                       | Храм Рождества Пресвятой Богородицы               | Храм Рождества Пресвятой Богородицы в деревне Софтович в 6 км от города Урошевац была построена между двумя мировыми войнами. | в 1999 году церковь сожжена и разгромлена албанцами после прихода американцев. |
| 49.   |                    |                       | Храм святого пророка Илии                         | Храм святого пророка Илии в городе Качаник, построен в 1929 году, удачно соединяет пропорции структуры и решение фасадов монастырей Каленич и Грачаница. Каменный резной крест на куполе и крест над порталом выполнены в стиле моравской школы. Впечатляют богатой резьбой и розетка и архивольты над входом. Патриарх Варнава во время, когда был митрополитом в Скопье, подарил храму колокол. Автор проекта сербский архитектор первой половины XX века Милан Корунович. | Храм был осквернён албанцами после прихода американцев, храм ограблен и подожжён. |
| 50.   |                    |                       | Храм Пресвятой Богородицы                         | Храм Пресвятой Богородицы в селе Кориша около Призрена. Однокупольная церковь была имела многочисленные фрески стилистически относимые к XVI—XVII векам. Фрески находились в высокой степени сохранности за исключением лика Спасителя и Богородицы изрешечённых пулями албанцев. В церкви находились иконы XIX века, а также древняя утварь. | После прихода германского контингента эта церковь, а также остатки колокольни неподалёку были полностью разрушены албанцами. Также было порушено кладбище при храме. |
| 51.   |                    |                       | Храм святого Иеремии                              | Храм святого Иеремии в Гребнике был построен в 1920 году на месте более старой церкви. | Храм был разрушен до основания и сровнен с землёй с помощью бульдозера несмотря на присутствие итальянского контингента КФОР. |
| 52.   |                    |                       | Храм святого князя Лазаря                         | Храм святого князя Лазаря построен в 1969 году в селе Коса на левом берегу реки Куджавца. | Каменные кресты и надгробия на старом кладбище были разрушены албанцами, в храме разломаны двери, а также внутреннее убранство церкви. |
| 53.   |                    |                       | Храм святой Троицы                                | Храм святой Троицы в Житинье вблизи Витины был построен в 1980 году, в ходе строительства были обнаружены элементы более старой церкви Пресвятой Богородицы которые были включены в новое строение. | После прихода сил КФОР албанцы пытались сжечь храм забросав его зажигательными смесями через окна. |
| 54.   |                    |                       | Храм святой Параскевы Пятницы                     | Храм святой Параскевы Пятницы восстановлен на месте старой церкви в окрестностях деревни Клокот. | После прихода британского контингента войск КФОР албанцы подожгли интерьеры храма, а после заминировали его. |
| 55.   |                    |                       | Храм святого Лазаря                               | Храм святого Лазаря около реки Беличница в деревне Белица, в 13 км к юго-востоку от города Исток, построена в XIV веке, реставрировалась и перестраивалась в XVI, XVII, XVIII и XX веках. Вокруг церкви находились старое и новое кладбище. | Храм был разграблен и сожжён албанцами после прихода итальянских сил КФОР. |
| 56.   |                    |                       | Храм пророка Илии                                 | Храм пророка Илии в Помазатине на левом берегу реки Дреницы в 12 км к западу от Приштины. Храм был построен в 1937 году. | После прибытия английских сил КФОР храм был сожжён албанцами в результате чего произошло обрушение крыши. Часть церкви обрушена в результате подрыва. |
| 57.   |                    |                       | Храм святого Георгия                              | Храм святого Георгия в Руднике близ Србицы построен в XIV веке, реконструирован в XVI веке во времена правления патриарха Макария Соколовича, фрески храма датируются тем же периодом. | После прихода французского контингента храм был разгромлен и подожжён албанцами. Каменные своды крыши, алтарная часть, а также колокольня разрушены в результате взрыва. |
| 58.   |                    |                       | Храм святой Троицы                                | Храм святой Троицы в деревне Донжи Ратис был возведён в 1935 году, но в 1941 году был разрушен фашиствующими албанцами. Вновь был построен в 1992 году, между 1996 и 1998 годом на церковь совершено около семи нападений албанцев. Она была полностью сожжена и уничтожена с применением взрывных устройств после прихода итальянских войск КФОР. | После прихода итальянских сил КФОР церковь была сожжена и полностью уничтожена в результате взрыва устроенного албанцами. |
| 59.   |                    |                       | Храм святого апостола Луки                        | Храм святого апостола Луки была возведена в 1912 году в деревне Витомирица в 5 км к северо-востоку от города Печ. Однокупольная церковь была построена из мрамора и имела основание в виде трилистника. Черногорская армия освободила эту местность от турок в День святого Луки. Рядом с церковью находилось ухоженное кладбище. | Церковь была варварски осквернена, подожжена и разрушена после прихода итальянских сил КФОР. |
| 60.   |                    |                       | Храм пророка Илии                                 | Храм пророка Илии в Подуево был построен в 1930 году, во время Второй мировой войны фашиствующие албанцы разрушили купол и осквернили храм. К 1971 году храм восстановлен. | После прихода английского контингента КФОР храм был осквернён, порушено убранство храма. Вскоре храм был разрушен. |
| 61.   |                    |                       | Храм святых апостолов Петра и Павла               | Храм святых апостолов Петра и Павла «Королевская Церковь» построен на холме Кральевица в деревне Горна Пакаштица. Первая церковь на этом месте была построена в XIV веке, новая восстановлена н месте старой в 1925 году. | Храм был осквернён и разгромлен, также как и кладбище возле храма. |
| 62.   |                    |                       | Часовня на сербском кладбище в Косовска Митровица | Часовня на сербском кладбище в Косовска Митровица была построена на месте старой сербской церкви на действующем кладбище. | После прихода французского контингента войск КФОР кладбище было разгромлено и осквернено, уничтожены многие кресты и надгробия, часовня также осквернена. |
| 63.   |                    |                       | Храм святых апостолов Петра и Павла               | Храм святых апостолов Петра и Павла в городе Исток построен в 1929 году, иконостас был создан при содействии патриарха Варнавы. В годы Второй мировой войны стены храма использовались албанскими фашистами как тюрьма для содержания сербов жителей Истока и окружных деревень которых затем высылали на работы в Албанию и итальянские острова. | Храм был осквернён и подожжён албанцами после прихода итальянского контингента войск КФОР. |
| 64.   |                    |                       | Храм святого Николая                              | Храм святого Николая в Призрене известен также как церковь царя Душаша при монастыре святых Архангелов построена в 1348 году. Древний храм существовал до 1795 года когда Махмуд-паша Бусатлиджа разрушил его. Храм был вновь восстановлен в 1857 году. В храме хранилась икона Богородицы Одигитрии XIV века, а также икона святого Илии в пещере XVI века. | Несмотря на присутствие немецкого воинского контингента КФОР церковь была заминирована 20-ю взрывными устройствами из которых сработали только 5, причинив значительный ущерб храму. Позже церковь была полностью разрушена. |
| 65.   |                    |                       | Храм Христа Спасителя                             | Храм Христа Спасителя в Дворане был построен близ Мушутиште у подножия горы Русница в 7 км к юго-востоку от города Сува Река | Храм был разрушен в 1999 году несмотря на присутствие немецкого контингента сил КФОР. |
| 66.   |                    |                       | Храм святого Илии пророка                         | Храм святого Илии пророка в селе Локвице в 8 км к востоку от Призрена. Храм был возведён в 1866 году на фундаменте более древней церкви, в храме имелось богатое собрание икон XIX века. | Храм был осквернён и заминирован несмотря на присутствие немецкого контингента сил КФОР. |
| 67.   |                    |                       | Храм святого князя Лазаря                         | Храм святого князя Лазаря в Пискоте близ Джаковицы была построена в 1991—1994 годах. в Piskote вблизи Джяковицы | После прихода итальянского контингента сил КФОР церковь была разграблена и осквернена. В храме была разбита мозаика, были похищены все иконы и иконостас, также с храма был сброшен крест. Приходской дом был подожжён и частично разрушен. |
| 68.   |                    |                       | Храм святой Параскевы Пятницы                     | Храм святой Параскевы Пятницы в Бинач, в 4 км к югу от Витины. Храм был построен на фундаменте более древней церкви в 1973 году. | Албанская террористическая организация УЧК взорвала храм несмотря на присутствие американского контингента войск КФОР. |
| 69.   |                    |                       | Храм святой Параскевы Пятницы                     | Храм святой Параскевы Пятницы в Гойбулье на горе Капаоник в 3 км к северо-востоку от Вучитрна. Храм был построен рядом со старым сербским кладбищем XVIII века на развалинах древней церкви. Сохранившиеся элементы древней постройки были включены в новую. Храм имел прямоугольное основание с полукруглой апсидой и небольшим притвором. На старых стенах под штукатуркой были обнаружены древние фрески. После французских солдат КФОР приехал, церковь была варварски разрушены, разграблены, осквернены и подожгли, албанские экстремисты, в июне 1999 года. Приходском доме также было разграблено. | После прихода французского контингента сил КФОР храм был варварски разграблен, осквернён и подожжён, интерьеры храма сильно разрушены, лики святых в росписи храма расстреляны. Приходской дом также разграблен. |
| 70.   |                    |                       | Храм святого Николая                              | Храм святого Николая в Штимлье в 29 км к юго-западу от Приштины у подножия горы Црнольева. Храм построен в 1926 году у древнего сербского кладбища на фундаменте более древней церкви. | Несмотря на присутствие британского контингента войск КФОР церковь была ограблена и осквернена. |
| 71.   |                    |                       | Храм архангела Михаила                            | Первой мировой войне. Храм был построен по проекту Княгиньи Любицы первой женщины архитектора Сербии Елизаветы Начич. Рядом с церковью находился приют для девочек. Церковь была реконструирована в 1977 году. | Храм был разгромлен и осквернён албанцами несмотря на присутствие английского контингента сил КФОР, лики святых в храме расстреляны и обезображены. |
| 72.   |                    |                       | Храм Христа Спасителя                             | Храм Христа Спасителя в Мечичева Махала в Призренском уезде у подножия горы Икона в 11 км в юго-востоке от Сува Река. | После прихода немецких сил КФОР храм был разграблен и подожжён. |
| 73.   |                    |                       | Храм святой Параскевы Пятницы                     | Храм святой Параскевы Пятницы около Мушутиште. | Храм был разграблен, осквернён и подожжён албанцами после прихода немецкого контингента войск КФОР. |
| 74.   |                    |                       | Храм святых Архангелов                            | Храм святых Архангелов в Мушутиште | Храм был подожжён и частично разрушен после прихода немецкого контингента войск КФОР. |
| 75.   |                    |                       | Мемориал на Косовом поле                          | Мемориал на Косовом поле был возведён в честь погибших сербов в Косовской битве состоявшаяся 15 июня 1389 года в день святого Витта (Видов дан). Мемориал выполнен из камня в виде средневековой башни и украшен бронзовыми плитами со стихами восхваляющими сербских воинов. В верхней части мемориала находится барельеф с изображением сцены битвы. | Мемориал был серьёзно повреждён в результате взрыва устроенного албанцами несмотря на присутствие британского контингента войск КФОР. |
| 76.   |                    |                       | Храм в селе Горный Закут.                         | Храм в селе Горный Закут в 10 км к северу от Подуево. | Храм был полностью уничтожен в результате поджога несмотря на патрулирование района британским контингентом КФОР |